# Хорњи Лхота (Острава-град)
Хорњи Лхота (чеш. Horní Lhota) је насељено мјесто са административним статусом сеоске општине (чеш. obec) у округу Острава-град, у Моравско-Шлеском крају, Чешка Република.

## Становништво
Према подацима о броју становника из 2014. године насеље је имало 803 становника.